# Svend Jensen (idrætsleder)
 For alternative betydninger, se Svend Jensen. (Se også artikler, som begynder med Svend Jensen)
Svend Jensen var en dansk idrætsleder. Han var formand for Dansk Atletik Forbund fra 1940 til 1943. 
Svend Jensen blev valgt	som formand for DAF den	31. marts 1940, altså kort før den tyske besættels af Danmark. Han blev medlem af Danmarks Nationalsocialistiske Arbejderparti den 21. juni 1940. Med ham som formand havde dansk atletik et tæt idrætssamkvem med Tyskland i besættelsesperioden og tætte idrætsmæssig kontakt med kollaborationsidrætten i Norge.

## Referenceliste
1. ↑  Bistrup, Peter: Glimt fra Dansk Atletik Forbunds historie gennem 100 år. 1.udg 2007

| Sport | Spire Denne artikel om sport er en spire som bør udbygges. Du er velkommen til at hjælpe Wikipedia ved at udvide den. |

|  | Artiklen om Svend Jensen (idrætsleder) kan blive bedre, hvis der indsættes et (bedre) billede Du kan hjælpe ved at afsøge Wikimedia Commons for et passende billede eller uploade et godt billede til Wikimedia Commons iht. de tilladte licenser og indsætte det i artiklen. |